# Liste portugiesisch-rumänischer Städte- und Gemeindepartnerschaften
Diese Liste portugiesisch-rumänischer Städte- und Gemeindepartnerschaften führt die Städte- und Gemeindefreundschaften zwischen den Ländern Portugal und Rumänien auf.
Neun portugiesische und rumänische Kommunen sind freundschaftlich verbunden oder streben dies an (Stand 2013).

## Liste der Städtepartnerschaften und -freundschaften
| Portugiesischer Ort | Rumänischer Ort | Seit | Anmerkung                                           |
| ------------------- | --------------- | ---- | --------------------------------------------------- |
| Abrantes            | Mioveni         | 2013 | im Rahmen der Douzelage                             |
| Cartaxo             | Pucioasa        | 1998 |                                                     |
| Ferreira do Zêzere  | Fieni           | 2007 |                                                     |
| Ourém               | Pitești         | 2011 |                                                     |
| Penela              | Măgherani       | 2012 |                                                     |
| Santarém            | Târgoviște      | 2001 |                                                     |
| Setúbal             | Galați          | 1994 |                                                     |
| Sesimbra            | Siret           | 2010 | im Rahmen der Douzelage                             |
| Samuel              | Ibănești        | 2007 | im Rahmen der European Charter – Villages of Europe |